# 中森明菜の出演
『中森明菜の出演』（なかもりあきなのしゅつえん）は、日本の歌手・女優である中森明菜の出演番組などに関する記事。
テレビドラマのうち連続テレビドラマには4本レギュラー出演し、映画には2本出演している。また、テレビ番組、コマーシャル、コマーシャルソング、ラジオ出演の他、音楽番組やバラエティ番組などにも複数出演している。

## テレビ

### ドラマ
- 走れ青春42.195KM 涙と汗のマラソン野郎（1984年4月11日、テレビ東京）
- トライアングル・ブルー スペシャル2（1987年1月2日、テレビ朝日） - 明菜 役
- ベスト・フレンド 「人間交差点」より（1987年4月15日、TBS） - 主演・鹿島亜矢 役
- 中森明菜のスパゲティー恋物語（1988年4月14日、フジテレビ） - 主演・野村歩 役
- 季節はずれの海岸物語 砂浜のDESTINY（1989年1月3日、フジテレビ） - 明菜 役
- 男三昧女三昧（1989年3月8日、日本テレビ） - 買い物客 役
- 世にも奇妙な物語 冬の特別篇「さよなら6年2組」（1991年1月3日、フジテレビ） - 主演・久保田玲子 役
- 中森明菜・メロドラマ 「もう一度逢いたい 忘れられない恋人…」（1991年3月28日、フジテレビ） - 真島恵 役
- 悪女A・B（1991年8月30日、フジテレビ） - 間宮カスミ 役・国本新子 役（二役）
- 10年目のクリスマス・イヴ 愛してると私から!（1991年12月23日、テレビ朝日） - 麦田美鈴 役
- 素顔のままで（1992年4月13日 - 6月29日、フジテレビ） - 主演・月島カンナ 役 ※安田成美とのW主演
- 悪女II サンテミリオン殺人事件（1993年1月4日、フジテレビ） - 緋田伶子 役
- チャンス!（1993年4月14日 - 6月30日、フジテレビ） - 月島カンナ 役 ※友情出演
- ざけんなヨ!!5 「一般職OLの悲哀」（1993年10月22日、フジテレビ） - 森岡勝子 役
- 瞳に星な女たち（1993年12月25日、日本テレビ） - 遠藤薫 役 ※小泉今日子とのW主演
- 古畑任三郎シリーズ（フジテレビ）
  - 警部補 古畑任三郎　第1回「死者からの伝言」（1994年4月13日） - 小石川ちなみ 役
  - 古畑任三郎　第25回「消えた古畑任三郎」（1996年4月9日） - 小石川ちなみ 役
- 恋物語 せつない夜は逢いたくて… 「変身願望」（1996年9月27日、TBS） - 中原美知子 役
- 冷たい月（1998年1月12日 - 1998年3月16日、日本テレビ） - 主演・椎名希代加 役 ※主題歌「帰省 〜Never Forget〜」
- 1998バトルな女ドラマ 七人のOLソムリエ（1998年9月25日、TBS） - 南原舞 役 ※主題歌「Good-bye My Tears」[1]
- ボーダー 犯罪心理捜査ファイル（1999年1月11日 - 3月8日、日本テレビ） - 主演・杉嶋桐惠 役 ※オープニングテーマ「オフェリア」
- プリマダム（2006年4月12日 - 6月21日、日本テレビ） - 倉橋嵐子 役 ※エンディングテーマ「花よ踊れ」

### バラエティ番組
- ピンキーパンチ大逆転（1982年6月3日、8月26日、TBS）
  - 1982年6月3日放送：ドラマの他、『スローモーション』を歌唱
  - 1982年8月26日放送：ドラマの他、『少女A』を歌唱
- カックラキン大放送!!（1982年6月18日他、日本テレビ） - コントの他、『スローモーション』を歌唱
- たのきん全力投球!（1982年7月4日他、TBS）
- 8時だョ!全員集合（1982年8月14日〈641回〉、1983年3月19日〈672回〉、7月16日〈689回〉、1984年1月14日〈714回〉、10月13日他、TBS）
- ヤングおー!おー!（1982年、毎日放送）
- 笑ってる場合ですよ!（1982年9月9日、フジテレビ） - 明石家さんまの「減点マネージャー」のコーナーに出演
- パリン子学園No.1（1982年、1983年2月3日他、TBS）
- TVジョッキー（1982年12月5日他、日本テレビ）
- 11PM（1982年12月9日他、日本テレビ） - この番組の企画から生まれた全日本有線放送大賞出演時に毎年出演
- プロポーズ大作戦（1983年1月、朝日放送テレビ）
- スーパージョッキー（1983年7月3日、1985年6月16日、1986年7月27日、10月5日他、日本テレビ）
- 笑ってポン!（1983年、TBS）
- 欽ちゃんのどこまでやるの!（1984年、1986年他、テレビ朝日）
- 生だ!おもしろ特急便（1984年6月7日、TBS）
- スターどっきり（秘）報告（1986年1月3日、1986年11月14日、1988年3月30日他、フジテレビ）
- 全日本歌まね選手権（1986年、日本テレビ）[注釈 1]
- とんねるずのみなさんのおかげです（1986年11月11日他、フジテレビ）
  - 1986年11月11日放送：レギュラー放送開始前の火曜ワイドスペシャル「とんねるずのみなさんのおかげです」PART1、貧乏家の人々のコーナーに出演
  - 1987年4月7日放送：火曜ワイドスペシャル「とんねるずのみなさんのおかげです」PART2、明菜+とんねるずの欽ドン -父と子の会話-のコーナーに出演
  - 1990年12月27日放送：翔べノリユキ!のコーナーに出演
  - 1996年7月25日放送：食わず嫌い王決定戦のコーナーに出演。高見沢俊彦と対戦
- 志村けんの失礼しまぁーす!（1987年9月4日、日本テレビ）
- いつみ・加トちゃんのWA-ッと集まれ!!（1988年4月17日他、フジテレビ）
- ねるとん紅鯨団（1989年6月17日、関西テレビ）
- 天才・たけしの元気が出るテレビ!!（1990年10月28日、日本テレビ）
- アッコにおまかせ!（1990年11月25日、1993年10月3日、TBS）
- 加トちゃんケンちゃんスペシャル（1991年10月2日、テレビ朝日）
- テレビ探偵団（1991年10月20日、TBS）
- 志村けんのだいじょうぶだぁ（1991年12月23日他、フジテレビ）
- 進め!電波少年（1993年9月19日他、日本テレビ）[注釈 2]
- たけし・所のドラキュラが狙ってる（1993年10月3日、毎日放送）
- チューボーですよ!（1994年4月9日、TBS） ※初回ゲスト
- ウンナン世界征服宣言（1994年6月10日、日本テレビ）
- ダウンタウンのガキの使いやあらへんで!（1994年10月16日、日本テレビ） - 「ダウンタウンのガキの使いやあらへんで!!スペシャル〜24時間トーク〜」に出演
- UN FACTORY ソムリエ（放送日不明、フジテレビ）
- モグモグGOMBO（1995年7月、日本テレビ）
- 笑っていいとも!（1995年8月4日、1996年8月22日、2008年12月15日、フジテレビ） - いずれもテレフォンショッキングのコーナーに出演
- とんねるずのハンマープライス（放送日不明、関西テレビ）
- SMAP×SMAP（1996年4月15日他、フジテレビ）
- ASAYAN（1996年8月、テレビ東京）
- タモリ倶楽部（1996年10月18日、テレビ朝日）
- 集まれ!ナンデモ笑学校（1998年10月23日、テレビ東京）
- ぐるぐるナインティナイン（1999年4月9日、日本テレビ） - グルメチキンレース・ゴチになります!パート1 第10回「高級イタリア料理バトル」大精算スペシャルのVIPチャレンジャーとして出演。1位を獲得
- たかじんONE MAN（2000年5月他、毎日放送）
- 笑う犬の冒険（2000年9月3日、フジテレビ） - チューチューディレクターのコーナーに出演
- 明石家マンション物語（2000年9月13日、フジテレビ）
- 進ぬ!電波少年（2000年11月5日、日本テレビ）
- ジャングルTV 〜タモリの法則〜（2001年4月24日、TBS）
- 1億人の大質問!?笑ってコラえて!（2005年2月9日、7月20日、日本テレビ）
- 爆笑問題の大バク天!5 「ハードに完全燃焼SP」（2005年7月9日、TBS）
- 超人気番組大集合!春のサルヂエ祭り!（2006年4月5日、中京テレビ）
- はねるのトびら（2007年1月17日、フジテレビ） - 回転SUSHIのコーナーに出演
- とんねるずのみなさんのおかげでした（2007年1月18日他、フジテレビ） - 新・食わず嫌い王決定戦のコーナーに出演。寺島進と対戦

### トーク（バラエティ）番組
- さんまのまんま（1985年12月2日、1996年10月4日他、関西テレビ）
- Audition House（1987年1月、フジテレビ）
- かっぺい&アッコのおかしな二人（1987年2月21日、日本テレビ）
- だぅもありがと!（1986年他、TBS）
- 君といつまでも[注釈 3]（1991年4月29日、テレビ朝日）
- カモナ・マイハウスⅡ（1993年、フジテレビ）
- おしゃれカンケイ（1995年3月12日、日本テレビ）
- 土曜ソリトン SIDE-B（1995年7月8日、NHK教育）
- メレンゲの気持ち（1996年、日本テレビ）
- 快傑えみちゃんねる（1997年4月21日、2000年5月15日、関西テレビ）
- ライオンのごきげんよう（1999年1月6-8日、フジテレビ）
- さんま・所のオシャベリの殿堂（1999年1月25日、日本テレビ）
- いつでも笑みを!（2000年11月4日、関西テレビ）
- アッコとマチャミの新型テレビ（2001年4月2日、福岡放送）
- 爆笑問題の三者面談（2001年12月4日他、テレビ東京）
- 恋のから騒ぎ（2003年4月26日、2006年7月22日他、日本テレビ）

### クイズ番組
- ぴったし カン・カン（1983年11月29日、TBS）[注釈 4]
- クイズ・ドレミファドン!（1984年他、フジテレビ）
- なるほど!ザ・ワールド（放送日不明、フジテレビ）
- どちら様も!!笑ってヨロシク（放送日不明、日本テレビ）

### 音楽番組
- スター誕生!（1981年8月2日、11月29日、12月6日、1982年5月30日他、日本テレビ）
  - 1981年8月2日放送：第511回の放送。デビュー前。392点という史上最高得点で合格
  - 1981年11月29日放送：第552回の放送。第38回決戦大会PARTⅠ。司会の坂本九が「印象度88。最高点数です」と告げる
  - 1981年12月6日放送：第553回の放送。第38回決戦大会PARTⅡ。最優秀賞を獲得。スカウトの意志を示すプラカードが11社から挙がる
  - 1982年5月30日放送：デビュー後初出演。「今年のホープ大集合」として、小泉今日子、新井薫子、石川秀美、水谷絵津子とともに出演し、『スローモーション』を歌唱
- ヤンヤン歌うスタジオ（1982年5月他、テレビ東京）
- 素敵なあなた（1982年5月22日、フジテレビ） - 『スローモーション』を歌唱
- 歌謡ドッキリ大放送!!（1982年5月30日他、テレビ朝日）
- アイドルパンチ（1982年他、テレビ朝日）
- ザ・ヤングベストテン（1982年、テレビ東京）
- ザ・トップテン（1982年6月7日、9月13日他、日本テレビ）
  - 1982年6月7日放送：特別コーナー第3弾、話題の新人として早見優とともに初出演。『スローモーション』を歌唱
  - 1982年9月13日放送：「もうすぐトップテン」として14位で出演。『少女A』を歌唱する
- レッツゴーヤング（1982年8月8日他、NHK総合）
  - 1983年7月17日放送：『咲きほこる花に』、『トワイライト -夕暮れ便り-』を歌唱
  - 1983年7月24日放送：中森が『スマイル・フォー・ミー』を、河合奈保子が『スローモーション』を独唱する
  - 1984年8月12日放送：『夢遙か』、『アサイラム』、『サザン・ウインド』、『チャールストンにはまだ早い』を歌唱
  - 1985年3月31日放送：『ロンリー・ジャーニー』、『ミ・アモーレ』を歌唱
  - 1985年6月9日放送：石川秀美、岡田有希子、荻野目洋子、レベッカ、新井由美子、太田貴子、高橋美枝、長山洋子とともに『夏の扉』を歌唱。田原俊彦が歌唱する『騎士道』と数フレーズごとに交代しながら『飾りじゃないのよ涙は』を歌唱
  - 1985年11月17日放送：『赤い鳥逃げた』を歌唱
  - 1985年12月15日放送：河合奈保子、堀ちえみ、石川秀美とともに『北ウイング』を歌唱する。石川、河合、堀のそれぞれの歌唱中は、他の2人とともにダンスしながらコーラスする。また、河合のピアノ伴奏で『セカンド・ラブ』を歌唱
  - 1986年2月23日放送：：河合奈保子、井森美幸、本田美奈子、芳本美代子、新井由美子、太田貴子、高橋美枝、長山洋子とともに『飾りじゃないのよ涙は』、『コントロール』、『十戒 (1984)』を歌唱。石川ひとみ、ピアノ伴奏する河合とともに『恋におちて -Fall in love-』を歌唱
  - 1986年4月13日放送：最終回に出演。『LA BOHÈME』を歌唱
- ザ・ベストテン（1982年9月16日他、TBS）
- 夜のヒットスタジオ（1982年9月20日他、フジテレビ）
  - 1988年11月23日放送：小泉今日子とともにお揃いの衣装を着てピンクレディーの振り付けを再現しながら、『S・O・S』を歌唱
- ミュージックフェア（1983年1月13日他、フジテレビ）
  - 1983年1月13日放送：井上陽水とともに『銀座カンカン娘』を歌唱
  - 1991年4月21日放送：高橋真梨子とともに『桃色吐息』を歌唱。中森が『for you…』を、髙橋が『DESIRE』を独唱
  - 1994年4月3日放送：徳永英明とともに『Rainy Blue』を歌唱
- 沢田研二ショー（1983年4月10日、TBS）
- レッツGOアイドル（1983年5月14日他、テレビ東京）
- ザ・ベストヒット'83（1983年9月6日他、テレビ朝日）
- ザ・ヒットステージ（1983年11月6日他、TBS）
- 高島忠夫とヒット歌謡大全集（1984年、TBS）
- Do-Up歌謡テレビ（1984年、テレビ朝日）
- さんまのヒットマッチ（1985年5月5日他、テレビ朝日）
- 歌のトップテン（1986年4月7日他、日本テレビ）
- ヤングスタジオ101（1986年4月20日他、NHK総合）
  - 1986年4月20日放送：番組初回に出演。『LA BOHÈME』を歌唱
  - 1986年9月7日放送：中森明菜特集の回
  - 1986年12月7日放送：『いっそセレナーデ』を歌唱
  - 1987年4月19日放送：『危ないMON AMOUUR』を歌唱
  - 1987年8月9日放送：『Fin』、『清教徒（アーミッシュ）』を歌唱
- ミュージックステーション（1986年10月24日他、テレビ朝日）
- 歌謡びんびんハウス（1986年他、テレビ朝日）
  - 1987年1月4日放送：新春スペシャル。「明菜・鶴瓶のドレミファゴン」のコーナーで司会を務める
  - 1988年1月3日放送：新春スペシャル。「明菜・鶴瓶のドレミファボン」のコーナーで司会を務める
  - 1989年1月1日放送：新春スペシャル。「明菜★C-C-Bのバトルロイヤル」のコーナーで司会を務める
- ザ・サンデー -THE SUNDAY-（1987年2月8日、フジテレビ） - 『TANGO NOIR』を歌唱[注釈 5]
- 華麗にAh!so（1988年4月1日他、テレビ朝日）
  - 1988年4月1日放送：初回ゲストとして出演。研ナオコ、田代まさしとともに『港のヨーコ・ヨコハマ・ヨコスカ』、『そんなヒロシに騙されて』、『横須賀ストーリー』を歌唱。『BLUE BAY STORY』、『SEPTEMBER』、『AL-MAUJ』を独唱
  - 1989年1月1日放送：研ナオコ、吉沢秋絵、田原俊彦とともに『一月一日』、『たこあげ』、『春よ来い』、『どこかで春が』を歌唱。前記3名に志村けん、田代まさしを加えて『ウンジャラゲ』を歌唱。研、田原とともに『抱きしめてTONIGHT』、『MUGO・ん…色っぽい』、『みんなのうた』を歌唱
  - 1989年放送：研ナオコ、牧村三枝子とともに『チャコの海岸物語』、『夏をあきらめて』を歌唱。スタ誕の予選で歌い、落とされたという『ジュリーがライバル』を独唱
  - 1991年放送：研ナオコ、所ジョージとともに『夢先案内人』、『いい日旅立ち』、『プレイバックPart2』、『横須賀ストーリー』を歌唱
- 歌のビッグファイト!（1989年、テレビ東京）
- ヒットパレード90's（1991年5月3日他、フジテレビ）
- 鶴瓶の音楽に乾杯!（1991年6月29日、東海テレビ）
- G-STAGE（1991年、フジテレビ）
- MJ -MUSIC JOURNAL-（1992年12月9日他、フジテレビ）
- 夜も一生けんめい。（1993年他、日本テレビ）
- COUNT DOWN TV（1993年9月22日、TBSテレビ）
- ふたりのビッグショー（1994年5月9日、NHK総合）
- HEY!HEY!HEY! MUSIC CHAMP（1994年10月17日他、フジテレビ）
  - 1994年10月17日放送：番組初回の最初のゲストとして出演
- FAN（1995年7月14日他、日本テレビ）
- ポップジャム（1995年11月17日他、NHK総合）
- アイドルオンステージ（1996年2月4日、NHK BS2）
- TOP music（1996年5月5日他、NHK総合）
  - 1996年5月5日放送：クライズラー&カンパニーの演奏とともに『愛撫』を歌唱
  - 1996年6月23日放送：谷村新司とともに『飾りじゃないのよ涙は』、『いい日旅立ち』を歌唱
- P-STOCK（1996年、フジテレビ）
- THE夜もヒッパレ（1996年8月10日他、日本テレビ）
- 速報!歌の大辞テン（複数回出演、日本テレビ）
- MUSIX!（2001年11月18日、2002年5月21日、テレビ東京）
- MUSIC FAIR 21（2002年4月6日、2006年1月14日、フジテレビ）
- ayu ready?（2002年12月7日、フジテレビ）
- SONGS（2009年8月12日・19日、2014年11月15日、NHK総合）
  - 2009年8月12日放送：第102回 中森明菜・歌姫スペシャル 第1夜。カバー・アルバム『フォーク・ソング2 〜歌姫哀翔歌』のレコーディングに密着した番組
  - 2009年8月19日放送：第103回 中森明菜・歌姫スペシャル 第2夜
  - 2014年11月15日放送：第320回 「中森明菜〜歌姫伝説」
- プレミアム8 SONGSプレミアム（2009年12月18日、NHK BShi）
  - 第12回 歌姫スペシャル。上記「SONGS 中森明菜・歌姫スペシャル第1夜、第2夜」を再構成した番組
- SONGSスペシャル 「中森明菜　歌姫復活」（2015年1月9日、NHK総合）
- The Covers「中森明菜トリビュートナイト！第2夜」（2025年6月8日、NHK BSプレミアム）[2]

### 音楽（コンサート）番組
- 1983 中森明菜 春の風を感じて（1983年6月、毎日放送） - Akina Milkyway '83 春の風を感じて、1983年3月26日、大阪厚生年金会館
- バラエティー イン 神戸 〜ユニバーシアードまで100日〜（1985年5月、放送局不明） - 神戸市ワールド記念ホール
  - 『ロンリー・ジャーニー』、『ミ・アモーレ』を歌唱
- 日本をすくえ '95（1995年、テレビ朝日） - 阪神・淡路大震災救済コンサート、1995年8月12日、神戸・メリケンパーク
  - 『原始、女は太陽だった』を歌唱
- ハート・エイド台湾（1999年12月5日、MXテレビ） - 台湾大地震ハート・エイド チャリティコンサート、1999年11月16日、東京国際フォーラム
  - 『Dear Friend』を歌唱
- 中森明菜スペシャルライブ〜2009・横浜（2009年11月21日、NHK BS2 / 2022年7月15日、NHK BSプレミアム[3]） - AKINA NAKAMORI Special Live 2009 “Empress at Yokohama”、2009年8月、横浜BLITZ
- 伝説のコンサート「中森明菜 スペシャル・ライブ1989 リマスター版」（2022年4月30日、NHK BSプレミアム / 2022年3月19日、NHK総合[4]） - AKINA INDEX-XXIII The 8th Anniversary、1989年4月29-30日、よみうりランドEAST

### 旅番組
- 音楽旅行「中森明菜の音楽旅行 MUSIC & TRAVEL」（1992年2月8日 - 29日、フジテレビ）
- 佐伯伽耶の音楽旅行（1995年8月5日 - 26日、フジテレビ）
- スーパースペシャル（日本テレビ）
  - 中森明菜のわがまま美女快楽二人旅絶叫!激辛!大騒ぎ珍道中!「ニューヨーク編」（1995年12月24日）
  - 中森明菜のわがまま美女快楽二人旅絶叫!激辛!大騒ぎ珍道中2「シンガポール編」（1996年7月7日）
  - 絶叫!激辛!大爆笑大騒ぎ!超豪華珍道中!!「ローマVSニューヨーク編」（1997年1月25日）
- 中森明菜と飯島愛の新春爆笑言いたい放題どたばた香港グルメツアー（1997年1月2日、TBS）
- 日曜スペシャル「中森明菜ゼロからのスタート情熱の国インスペイン」（2002年5月26日、日本テレビ）
- 中森明菜のタスマニア紀行（2009年3月28日、TBSチャンネル）

### 情報番組
- JanJanサタデー（1982年6月19日、静岡第一テレビ）
- おはよう朝日です（1982年7月、朝日放送テレビ） - 『スローモーション』を歌唱
- モーニングサラダ（1982年他、日本テレビ）
- おはようスタジオ（1983年、テレビ東京）
- AXEL（1994年10月29日、1995年7月15日、テレビ朝日）
- スーパーモーニング（1998年6月4日、テレビ朝日）
- ベストタイム（2002年7月3日、TBS）
- 情報プレゼンター とくダネ!（2002年12月10日、フジテレビ）
- エンタメキャッチ（2005年5月14日、28日、6月18日、2006年3月18日、25日、6月17日、7月29日、TBS）
- ズームインSUPER（2006年4月12日、日本テレビ）
- めざましどようび（2007年1月20日、フジテレビ）
- 2時っチャオ!（2007年1月24日、TBS）
- ラジかるッ（2007年1月29日、日本テレビ）
- お願い!ランキング（2010年10月28日、テレビ朝日）

### テレビアニメ
- あらいぐま カルカル団 第13話・第18話（2025年6月27日・8月1日〈予定〉、読売テレビ） - ボーカル 役[5]

### その他・特別番組
- 日曜ビッグスペシャル「田原・マッチ激突! ピチピチプリプリ水着美女大集合!!」（1982年3月28日、テレビ東京） - 水着姿で『スローモーション』を歌唱。
- '82水着ダ！ひと足お先にサマーギャル（1982年、日本テレビ）
- オールスター紅白大運動会（1982年10月26日他、フジテレビ）
- 新春かくし芸大会（1983年1月1日他、フジテレビ）
- オールスター氷の祭典/氷上大運動会（1983年2月2日、テレビ朝日）
- ヤング特別企画ヒット歌手大集合（1983年9月1日、テレビ愛知）
- ドリフのクリスマスプレゼント（1983年12月23日他、フジテレビ） - 『ジングルベル』、『サンタが街にやってくる』、『赤鼻のトナカイ』、『ママがサンタにキッスした』を歌唱
- アイドル大競演（1983年12月25日、NHK総合[6]） - 石川秀美とともに『サンタが町にやってくる』、『赤鼻のトナカイ』を歌唱。田原俊彦、松田聖子、シブがき隊、郷ひろみ、西城秀樹、石川とともに『ジングルベル』を歌唱
- 思い出のメロディー（1984年8月18日他、NHK総合） - 1984年は『銀座カンカン娘』を歌唱
- 全日本オールスター選抜大運動会（1984年10月3日他、日本テレビ）
- 翔べ！スーパーヤング '85（1985年1月1日、放送局不明）
- ライオンスペシャル '85春・ファッション!歌う国技館（1985年2月28日、フジテレビ） - 『ミ・アモーレ』、『OH NO, OH YES!』を歌唱
- 新春オールスター正夢まるごと一番乗り！（1986年1月1日、TBS）
- おもいっきりスタジオ101（1987年1月4日他、NHK総合[7]）
- '86オールスター初夢競べ大合戦（1986年1月2日、TBS）
- 生放送 お年玉夢一番！ オールスター歌って遊んでボロもうけ！！（1987年1月1日、TBS）
- オールスターハワイ大旅行団（1987年7月21日、フジテレビ）
- スーパーアイドル熱狂ライブ（1987年12月31日、テレビ朝日）
- 今夜見納め!これが最後のシブがき隊（1988年、日本テレビ）
- タモリ・鶴太郎のおめでた！爆発家族（1989年1月、放送局不明）
- ウッチャンナンチャンの正月はこれだけ!（1991年1月3日、TBS）
- 志村けんのバカ殿様（1993年1月8日、1994年1月5日、2001年4月6日他、フジテレビ）
- 24時間テレビ 「愛は地球を救う」（1993年8月21日 - 22日他、日本テレビ） - 24時間テレビ 愛の歌声は地球を救う16にて、募金した後、『秋桜』を歌唱
- HIT POP（1994年12月30日、1995年12月28日、日本テレビ）
- FNS888まつり 夏休み!祭りだ!ワッショイ!（1996年8月8日、フジテレビ）
- ザッツお台場エンターテイメント!（1997年3月31日、フジテレビ）
- 「第15回超豪華!史上最強! ものまねバトル大賞」（1999年1月1日、日本テレビ）
- 松山千春・25周年記念「君の夢がかなうように－大空と大地の中で」（2001年1月3日、テレビ東京）
- バラエティー ショータイムマシーン（2001年8月7日、NHK総合[8]）
- ウンナンVSモー娘。激突視聴率サバイバル生でハッスル挑戦TV（2003年1月1日、日本テレビ）
- だから韓国ドラマは面白い！ －“オールイン”から“冬のソナタ”まで－（2004年8月2日、NHK総合[9]）
- 今すぐ歌いたい!最強のカラオケヒットソング「全部ご本人の歌でお見せしますSP3」（2007年4月7日、日本テレビ）
- BLITZ INDEX（2009年6月23日、TBS）
- 甦る昭和の歌姫伝説3（2012年9月30日、TBS[10]）
- 中森明菜デビュー40周年 女神の熱唱!喝采は今も（2022年11月4日、BS-TBS）
- 中森明菜 女神の熱唱〜新たな歌声＆独占メッセージ〜（2024年1月2日、BS-TBS / BS-TBS 4K〈同時放送〉）[11][12]

### CM
- 明石被服興業「富士ヨット学生服」（1981年 - 1982年）
- 資生堂「ekubo」ミルキィフレッシュ（1981年）※雑誌広告[注釈 6]
- オリエント時計（現・セイコーエプソン）「YOU」（1988年）
- 花王石鹸（現・花王）「エッセンシャル キューティクル・ケア シャンプー・リンス」（1982年 - 1983年）
- キヤノン
  - ミニコピア（1982年 - 1988年）
  - キヤノフアコス ミニ（1983年）
  - ファミリーコピア（1987年 - 1989年）
- 日本たばこ産業「MILD SEVEN FK」（CMソング「Hello Mary You」を歌唱）
- パイオニア（ホームAV機器事業部、現・オンキヨーテクノロジー/ティアック）
  - private CD（1985年 - 1988年）
  - private A5（1987年 - 1988年）
- P&G JAPAN「謎のシャンプー」
- 明治製菓（現・明治）
  - 明治ミルクチョコレート（1987年 - 1989年）
  - 明治チョコレート LUCKY（1988年）
  - 明治チョコレート アーモンド（1988年）
- ブルドックソース「東京のお好みソース」（1995年）※バカボンのママ役でCMソングを歌唱
- ファンケル「ファンケル青汁」（2001年 - 2002年）
- 大一商会（2006年）
  - CR中森明菜・歌姫伝説
  - CR中森明菜・歌姫伝説〜恋も二度目なら〜

### NHK紅白歌合戦出場歴
| 年度   | 放送回 | 回 | 曲目                          | 出演順   | 対戦相手      | 備考                                                     |
| ------ | ------ | -- | ----------------------------- | -------- | ------------- | -------------------------------------------------------- |
| 1983年 | 第34回 | 初 | 禁区                          | 11/21    | 近藤真彦      |                                                          |
| 1984年 | 第35回 | 2  | 十戒 (1984)                   | 07/20    | 近藤真彦（2） |                                                          |
| 1985年 | 第36回 | 3  | ミ・アモーレ〔Meu amor é...〕 | 07/20    | 田原俊彦      |                                                          |
| 1986年 | 第37回 | 4  | DESIRE -情熱-                 | 06/20    | 沢田研二      |                                                          |
| 1987年 | 第38回 | 5  | 難破船                        | 04/20    | チェッカーズ  |                                                          |
| 1988年 | 第39回 | 6  | I MISSED "THE SHOCK"          | 04/21    | 近藤真彦（3） |                                                          |
| 2002年 | 第53回 | 7  | 飾りじゃないのよ涙は          | 20/27    | 平井堅        |                                                          |
| 2014年 | 第65回 | 8  | Rojo -Tierra-                 | 特別企画 | なし          | アメリカ・ニューヨークのレコーディングスタジオからの中継 |

## 映画
- 愛・旅立ち（1985年1月26日公開、東宝） - 主演・小泉ユキ 役
- アニメ映画「走れメロス」（1992年7月18日公開、東映） - ライサ 役（声の出演）

## ラジオ

### レギュラー番組
- 中森明菜「ひとつめのサヨナラ」（1982年10月4日 - 1984年12月28日、文化放送）
- 夢体験A・K・I・N・A（1986年10月12日 - 1987年4月5日、ニッポン放送） - 「カモン・ザ・ナイト 大江戸アドヴェンチャー」番組枠内。
- 太田君がんばって!（1987年4月6日 - 1988年4月1日、文化放送） - 「東京っ子NIGHTお遊びジョーズ」番組枠内
- 中森明菜 FIFTY OFF（1992年4月5日 - 1993年12月26日、TOKYO FM）

### 特別番組
- ホリデースペシャル 中森明菜フルタイムコレクション（1990年8月26日、ニッポン放送）
- セイ!ヤング21スペシャル（2002年2月16日、文化放送）
- 中森明菜オールタイムリクエスト（2023年12月17日、ニッポン放送[13]）
- 中森明菜のオールタイムリクエスト（2024年12月15日、ニッポン放送[14]）

他

## web
- Music@nifty（2001年5月30日） - デビュー20周年を迎えてのインタビュー動画に出演[15]

## その他
- CRベティ・ブープ（2003年3月、サミー） - ベティ・ブープファンとして同機を応援
- 第14回金曲奨（2003年8月2日） - プレゼンターとして出演
- CR中森明菜・歌姫伝説（2006年6月、大一商会） - タイアップキャラクターとして出演
- 中森明菜スロット伝説（2008年3月、大一商会） - タイアップキャラクターとして出演
- CR中森明菜・歌姫伝説〜恋も二度目なら〜（2010年7月、大一商会） - タイアップキャラクターとして出演